# Drid
Stara hrvatska županija koja je postojala u ranom srednjem vijeku, u doba kralja Zvonimira. Sjedište bilo u gradu Dridu, gradini kraj Segeta i Marine (par kilometara zapadno od Trogira).
Ostatci dridske gradine su na brdu Dridu (Veli vrh, kota 177 m) zapadno od Trogira blizu naselja Marine. To je bila ilirska gradina koja je poslije u kasnoj antici bila utvrda iz 6. stoljeća.
Vrela iz 1088. i 1089. godine spominju dridske župane Ozrinu i Dragoslava. Vrela navode da su se u dridskoj županiji nalazili Stari Šibenik (kod Grebaštice), Stari Trogir (kod Sevida) i Bosilen (ili Basilen) (zapadno od Marine, usporedi oronim Bazije). Između sadašnjih Podorljaka i Marine u srednjem je vijeku bilo selo Basilen (Bosilen) koje se vjerojatno protezalo rubom polja (Bazije, Svinca, Pišćine, Navosela, Pulja, Vrpoljac i Seline). Po selu je širi teritorij, koji mu je gravitirao, nazvan Bosiljina.
Jedno od naselja stare hrvatske države koje je spomenio u Konstantin Porfirogenet jest Stelpona, danas Stupin koji se nalazi blizu Rogoznice.
Poslije se je zbog darovanja zemljišta koja su sproveli hrvatski i poslije hrvatsko-ugarski vladari na teritorij dridske županije proširila trogirska komuna. Poslije će ovo područje biti podijeljeno između Šibenika i Trogira, a granica će ići pored Stupina.